# Сан-Мартін-де-Вальвені
Сан-Мартін-де-Вальвені (ісп. San Martín de Valvení) — муніципалітет в Іспанії, у складі автономної спільноти Кастилія-і-Леон, у провінції Вальядолід. Населення — 106 осіб (2010).
Муніципалітет розташований на відстані близько 170 км на північний захід від Мадрида, 17 км на північний схід від Вальядоліда.

## Демографія
Динаміка населення (INE ):